# North Otago Rugby
North Otago es una selección provincial de Nueva Zelanda que representa a la North Otago Rugby Football Union de la ciudad de Oamaru en competencias domésticas de rugby.
Desde el año 2006 participa en el Heartland Championship, en la que ha logrado tres campeonatos.
En el Super Rugby es representado por el equipo de Highlanders.

## Historia
Desde el año 1976 hasta el 2005 participó en el National Provincial Championship la principal competencia entre clubes provinciales de Nueva Zelanda, en la que logró un campeonato de tercera división.
Desde el año 2006 ingresa al Heartland Championship, en la que ha logrado tres campeonatos y dos Lochore Cup.
Ha logrado victorias sobre los seleccionados de Australia, Japón y Tonga.

## Palmarés

### Tercera División (1)
- Tercera División del NPC (1): 2002

### Heartland Championship
- Meads Cup (3): 2007, 2010, 2019
- Lochore Cup (2): 2009, 2016

## All Blacks
- Ian Smith
- Phil Gard
- Ian Hurst